# Параграф 22
Вижте пояснителната страница за други значения на Параграф 22.
„Параграф 22“ (на английски: Catch-22) е роман на Джоузеф Хелър, издаден през 1961 г. Действието в него се развива по време на Втората световна война, като събитията са разказани от различни герои в нехронологичен вид и от различна гледна точка. Книгата е преди всичко критика на бюрократичната система, в която невинаги владее разумът. Фразата параграф 22 е станала идиоматична и се използва за ситуация без изход, „порочен кръг“ (виж понятието параграф 22).
Романът е в списъка на няколко списания (включително Time) на 100-те най-добри (англоезични) романа за всички времена.